# Веремінь
Веремінь (пол. Weremień) — лемківське село в Польщі, у гміні Лісько Ліського повіту Підкарпатського воєводства, на теренах прадавніх українських земель.
Населення — 170 осіб (2011).

## Назва
У 1977-1981 рр. в ході кампанії ліквідації українських назв село називалося Подеґродзє (пол. Podegrodzie).

## Історія
На 1785 р. селу належало 6.28 км² земельних угідь і проживало 237 греко-католиків та 19 римо-католиків.
З 1772 р. по 1918 р. — у складі Австрії й Австро-Угорщини. З 1919 — Польщі. На 01.01.1939 у селі було 600 жителів, з них 550 українців-грекокатоликів, 35 українців-римокатоликів, 5 поляків і 10 євреїв. Село належало до ґміни Гочев Ліського повіту Львівського воєводства.
В 1945–1947 роках все українське населення було піддане етноциду — насильно переселене як до СРСР так й до північно-західної Польщі — Повернених Земель..
У 1975-1998 роках село належало до Кросненського воєводства.

### Церква Народження Матері Божої
Коли в селі була збудована перша церква невідомо. На місті старої в 1830 р. була побудована філіальна дерев'яна церква парафії Ліська Ліського деканату Перемиської єпархії. Освячена в тому ж році. З 1947 р. не діяла. В 1960-х рр. розібрана. На її місці в 1980 р. побудована римо-католицька капличка з хрестом зі старої церкви. Навколо — церковний цвинтар.

#### Кількість вірних, греко-католиків
1840–258 осіб, 1859–273 осіб, 1879–383 осіб, 1899–446 осіб, 1926–452 осіб, 1936–472 осіб.

## Демографія
Демографічна структура станом на 31 березня 2011 року:
|          | Загалом | Допрацездатний вік | Працездатний вік | Постпрацездатний вік |
| -------- | ------- | ------------------ | ---------------- | -------------------- |
| Чоловіки | 83      | 19                 | 59               | 5                    |
| Жінки    | 87      | 21                 | 52               | 14                   |
| Разом    | 170     | 40                 | 111              | 19                   |